# Borgo Trento (Werona)

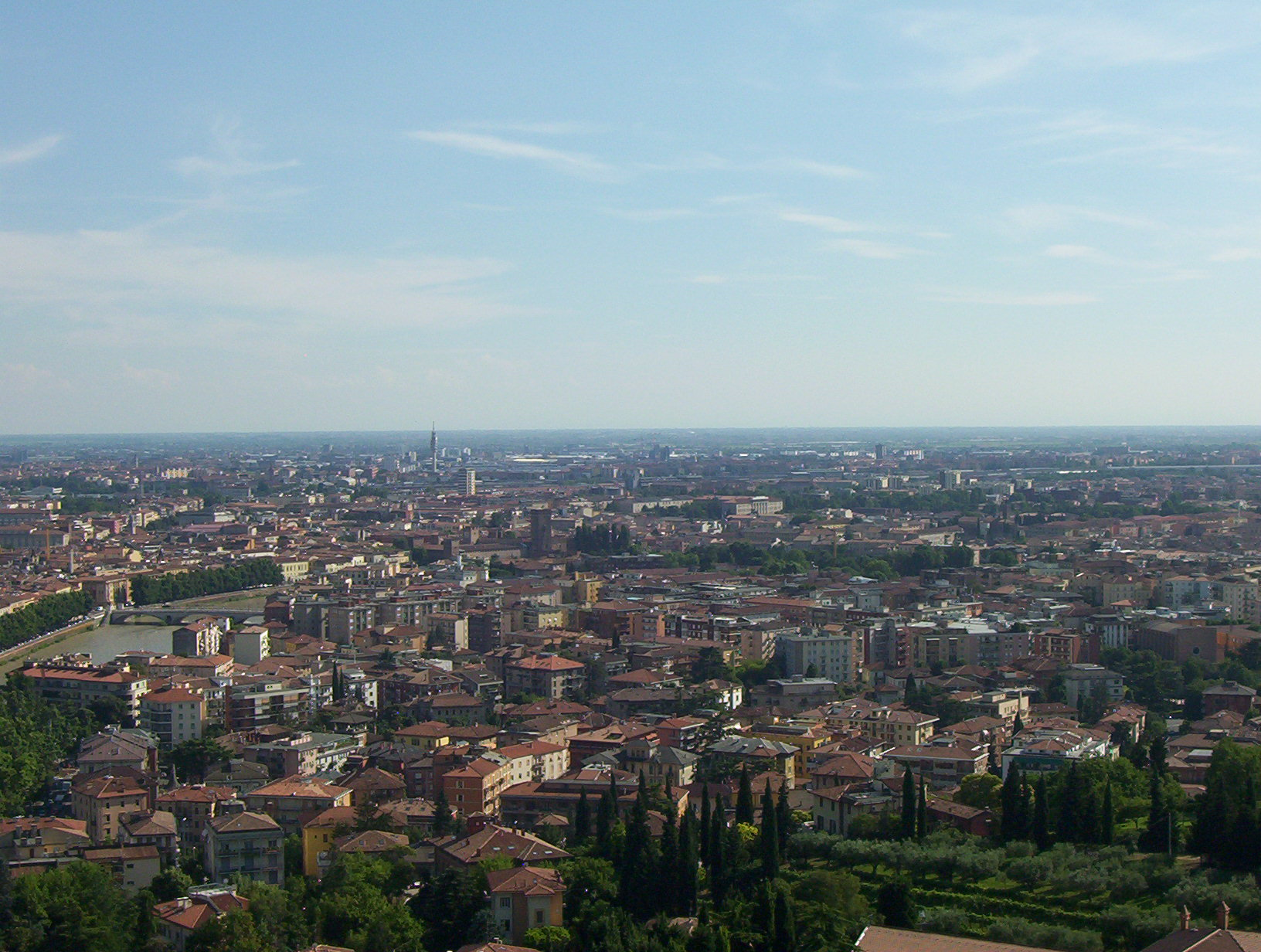
Dzielnica Borgo Trento widziana z fortecy San Leonardo

Borgo Trento, dawniej nazywana Dzielnicą Trento – dzielnica Werony posiadająca 12.804 mieszkańców, jest częścią drugiego okręgu miejskiego, na północy, dokładnie w stronę Trento. Znajduje się w pierwszym zakole rzeki Adygi, które ją oddziela od starówki miejskiej na południu i na wschodzie oraz od dzielnicy San Zeno na zachodzie. Od północy graniczy z dzielnicami Ponte Crencano, Avesa i Valdonega. Obecnie Borgo Trento posiada dwa obszary zielone niedaleko l'Arsenale, nad którym rozpatruje się projekty restrukturyzacji całej struktury. Zakończyła się przebudowa ogrodów C. Lombroso i placu zabaw oraz ogrodów zewnętrznych Arsenału, włącznie ze znaną "vascą".

## Historia
Terytorium Borgo Trento zaczyna swój rozwój począwszy od połowy XIX wieku kiedy, podczas dominacji austriackiej miasta, został zbudowany Arsenał Franz Josef I. Został on włączony w projekt obrony Quadrilatero Veneto, który postrzegał Weronę jako miasto obronne występujące w roli militarnej, którą miasto zawsze wypełniało. Pod koniec XIX wieku, Borgo Trento staje się ważnym centrum komunikacji miejskiej poprzez włączenie do miasta kolei Verona-Caprino Veronese i serwis omnibusów konnych jako jedynych połączeń z Monte Baldo.

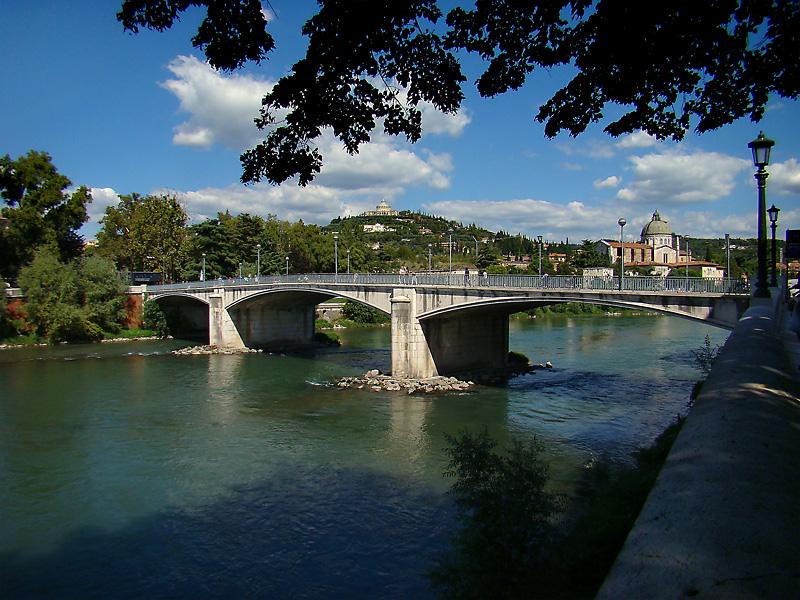
Widok na Ponte Garibaldi z kościołem San Giorgio w tle.

Między 1884 i 1951 dzielnica otrzymuje zachodnią główną miejską linię tramwajową.
Rozwój dzielnicy otrzymuje silny impuls dzięki planom rozwojowym w latach dwudziestych XX wieku, które miały wpływ na aktualną strukturę miasta.
Po drugiej wojnie światowej, jednocześnie z odbudową niektórych miejsc Werony, kontynuowano dalszy rozwój dzielnicy z zajęciem licznych obszarów wiejskich które jeszcze pokrywały granice zamieniając je w dostojne pałace do użytku mieszkalnego i handlowego.
Większy szpital cywilny, usytuowany w północnej części dzielnicy, daje również wielki wkład w swój rozwój. W jego obszarze, w listopadzie 2011, otwarto centrum chirurgiczne "P. Confortini" (od imienia pioniera transplantacji nerek).

## Urbanistyka
Borgo Trento wznosi się na obszarze równinnym, dostępnym przez mosty Catena, Risorgimento, Castelvecchio, della Vittoria i Garibaldi. Od północy można tam dotrzeć poprzez Via Goffredo Mameli i Lungadige Attiraglio. Teren rozprzestrzenia się głównie na liniach prostopadłych przeciętych pod kątem przez dwie główne ulice: Via Quattro Novembre oraz Via Ventiquattro Maggio. Drogi tworzą linię prostą pomiędzy mostem Ponte della Vittoria i Większym szpitalem cywilnym. W centrum znajduje się plac Vittorio Veneto, który został niedawno odnowiony i udekorowany przez niewielki obszar zielony wraz z fontanną wspominającą losy imiennej bitwy. Charakterystyczne dla obszaru są liczne zalesione drogi.